# كهف المهندس العسكري بوغ سكوربيون
كهف المهندس العسكري بوغ سكوربيون (بالإنجليزية: Sapper's Bog Scorpion Cave)‏ هو كهف يقع ضمن أقاليم ما وراء البحار البريطانية في منطقة جبل طارق التابعة للتاج البريطاني.